# Антоанета Киселичка
Антоанета Георгиева Киселичка е бивша национална състезателка по спортна акробатика, заслужил майстор на спорта (1978).

## Биография
Антоанета Киселичкаа е родена на 30 септември 1958 година в град Радомир. Завършва ВИФ „Георги Димитров“ – гр. София. (1985).
Републиканска шампионка (1975, 1978 е 1980), носителка на Световната купа (Швейцария, 1981 – на „двойка жени“ и в САЩ, 1983 – на „тройка жени“). Световна шампионка на „двойка жени“ (Англия, 1982)
Носителка е на орден „НРБ“, ІІІ степен (1982). Удостоена със званието „почетен гражданин на Кюстендил“ през 1982 г.